# Elecciones estatales de Baviera de 1990

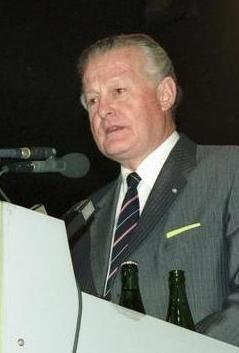
Max Streibl. Candidato de la CSU y ganador de las elecciones estatales de Baviera en 1990.

Las Elecciones estatales de Baviera de 1990 se llevaron a cabo el 14 de octubre de ese año.
En Baviera ganó la CSU, obtuvo más del 54% de los votos, aunque perdió casi 1 punto y 1 escaño.
Los socialdemócratas perdieron 1,5 puntos y 3 escaños.
Los verdes bajaron 1 punto y unas décimas, acompañado de la pérdida de 3 escaños.
Los liberales subieron 1,4 puntos y reaparecieron en el parlamento con 7 escaños.
Los nacionalistas alemanes de los republicanos ganaron 2 puntos (obtuvieron casi el 5% de los votos), pero el equivalente alemán al Front National no poseyó ningún escaño.
Los resultados fueron:
| Partido Político | Partido Político                    | Porcentaje | Escaños |
| ---------------- | ----------------------------------- | ---------- | ------- |
|                  | Unión Social Cristiana de Baviera   | 54,9       | 127     |
|                  | Partido Socialdemócrata de Alemania | 26,0       | 58      |
|                  | Los Verdes                          | 6,4        | 12      |
|                  | Partido Liberal de Alemania         | 5,2        | 7       |
|                  | Republicanos                        | 4,9        | 0       |

| Predecesor: 1986 | Elecciones de Baviera 1990 | Sucesor: 1994 |

- Datos: Q1804069
- Multimedia: 1990 Bavarian state election / Q1804069